# Кострижевская поселковая община
Кострижевская поселковая община (укр. Кострижівська селищна громада) — территориальная община в Черновицком районе Черновицкой области Украины.
Административный центр — посёлок Кострижевка.
Население составляет 4309 человек. Площадь — 37,44 км².
В соответствии с распоряжением Кабинета Министров Украины от 12 июня 2020 года, в состав общины вошла территория Кострижевского поселкового совета, а также Звенячинского и Прилипченского сельских советов упразднённого Заставновского района

## Населённые пункты
В состав общины входят 1 посёлок и 4 села:
- Посёлок Кострижевка
- Звенячинский старостинский округ:
  - Звенячин
  - Йосиповка
- Прилипченский старостинский округ:
  - Прилипче
  - Степановка